# کوپید (کمیک)
کوپید (به انگلیسی: Cupid) با نام اصلی کری کاتر، یک شخصیت خیالی ابرشرور در کتاب‌های کامیک آمریکایی منتشر شده توسط دی‌سی کامیکس است. او به عنوان دشمن شخصیت‌های بلک کنیری و گرین ارو به‌شمار می‌رود که اخیراً با او رابطه‌ای عاشقانه برقرار کرده است. این شخصیت توسط نویسنده اندرو کریزبرگ و طراح دیوید بارون خلق شده‌است؛ که برای نخستین بار در شمارهٔ ۱۵ از مجموعه گرین ارو و بلک کنیری (فوریه ۲۰۰۹) حضور پیدا کرد. کوپید از مهارت استثنایی در هنرهای رزمی و مبارزات تن‌به‌تن برخوردار است. او به قیمت از دست دادن سلامت عقل خود، دارای قدرت، سرعت، پایداری و حواس پیشرفته است.
ایمی گومنیک در مجموعه تلویزیونی آمریکایی اَرو، نقش شخصیت کوپید را ایفا کرده‌است.